# Championnats du monde de cyclisme sur piste 2007
Navigation
Championnats du monde 2006 Championnats du monde 2008
Les championnats du monde de cyclisme sur piste 2007 se sont tenus du 29 mars au 1er avril sur le Palma Arena à Palma de Majorque, sur l'île de Majorque en Espagne. Ces championnats sont dominés par la Grande-Bretagne, qui a remporté 7 titres. Deux nouvelles épreuves font leur apparition : l'omnium chez les hommes et la vitesse par équipes chez les femmes. Victoria Pendleton remporte trois médailles d'or en trois épreuves.

## Pays participants
Ce championnat du monde a réuni 302 participants venus de 36 pays (nombre d'engagés par pays entre parenthèses).
- Allemagne (22)
- Argentine (4)
- Australie (19)
- Autriche (5)
- Azerbaïdjan (1)
- Belgique (7)
- Biélorussie (4)
- Canada (4)
- Chine (12)
- Colombie (3)
- Cuba (3)
- Danemark (10)
- Espagne (19)
- États-Unis (7)
- Finlande (2)
- France (18)
- Grèce (7)
- Hong Kong (1)
- Irlande (1)
- Italie (15)
- Jamaïque (2)
- Japon (12)
- Lituanie (8)
- Malaisie (3)
- Mexique (2)
- Norvège (1)
- Nouvelle-Zélande (12)
- Pays-Bas (17)
- Ouzbékistan (2)
- Pologne (7)
- Royaume-Uni (18)
- Tchéquie (13)
- Russie (18)
- Suisse (5)
- Ukraine (15)
- Venezuela (3)

## Résultats

### Hommes
| Compétition            | Or                                                                    | Argent                                                                     | Bronze                                                                   |
| ---------------------- | --------------------------------------------------------------------- | -------------------------------------------------------------------------- | ------------------------------------------------------------------------ |
| Kilomètre              | Chris Hoy Royaume-Uni                                                 | François Pervis France                                                     | Jamie Staff Royaume-Uni                                                  |
| Keirin                 | Chris Hoy Royaume-Uni                                                 | Theo Bos Pays-Bas                                                          | Ross Edgar Royaume-Uni                                                   |
| Vitesse individuelle   | Theo Bos Pays-Bas                                                     | Grégory Baugé France                                                       | Mickaël Bourgain France                                                  |
| Vitesse par équipes    | Grégory Baugé Mickaël Bourgain Arnaud Tournant France                 | Ross Edgar Chris Hoy Craig MacLean Royaume-Uni                             | Robert Förstemann Maximilian Levy Stefan Nimke Allemagne                 |
| Poursuite individuelle | Bradley Wiggins Royaume-Uni                                           | Robert Bartko Allemagne                                                    | Sergi Escobar Espagne                                                    |
| Poursuite par équipes  | Edward Clancy Geraint Thomas Paul Manning Bradley Wiggins Royaume-Uni | Lyubomyr Polatayko Maxim Polischuk Vitaliy Popkov Vitaliy Shchedov Ukraine | Casper Jørgensen Jens-Erik Madsen Michael Mørkøv Alex Rasmussen Danemark |
| Américaine             | Franco Marvulli Bruno Risi Suisse                                     | Peter Schep Danny Stam Pays-Bas                                            | Alois Kaňkovský Petr Lazar Tchéquie                                      |
| Course aux points      | Joan Llaneras Espagne                                                 | Iljo Keisse Belgique                                                       | Mikhail Ignatiev Russie                                                  |
| Scratch                | Wong Kam Po Hong Kong                                                 | Wim Stroetinga Pays-Bas                                                    | Rafał Ratajczyk Pologne                                                  |
| Omnium                 | Alois Kaňkovský Tchéquie                                              | Walter Pérez Argentine                                                     | Charles Bradley Huff États-Unis                                          |

### Femmes
| Compétition            | Or                                           | Argent                                | Bronze                                |
| ---------------------- | -------------------------------------------- | ------------------------------------- | ------------------------------------- |
| 500 mètres             | Anna Meares Australie                        | Lisandra Guerra Cuba                  | Natallia Tsylinskaya Biélorussie      |
| Keirin                 | Victoria Pendleton Royaume-Uni               | Guo Shuang Chine                      | Anna Meares Australie                 |
| Vitesse individuelle   | Victoria Pendleton Royaume-Uni               | Guo Shuang Chine                      | Anna Meares Australie                 |
| Vitesse par équipes    | Victoria Pendleton Shanaze Reade Royaume-Uni | Yvonne Hijgenaar Willy Kanis Pays-Bas | Kristine Bayley Anna Meares Australie |
| Poursuite individuelle | Sarah Hammer États-Unis                      | Rebecca Romero Royaume-Uni            | Katie Mactier Australie               |
| Course aux points      | Katherine Bates Australie                    | Mie Bekker Lacota Danemark            | Catherine Cheatley Nouvelle-Zélande   |
| Scratch                | Yumari González Cuba                         | María Luisa Calle Colombie            | Adrie Visser Pays-Bas                 |

## Tableau des médailles
| Rang  | Nation           | Or | Argent | Bronze | Total |
| ----- | ---------------- | -- | ------ | ------ | ----- |
| 1     | Royaume-Uni      | 7  | 2      | 2      | 11    |
| 2     | Australie        | 2  | 0      | 4      | 6     |
| 3     | Pays-Bas         | 1  | 4      | 1      | 6     |
| 4     | France           | 1  | 2      | 1      | 4     |
| 5     | Cuba             | 1  | 1      | 0      | 2     |
| 6     | Tchéquie         | 1  | 0      | 1      | 2     |
| 6     | Espagne          | 1  | 0      | 1      | 2     |
| 6     | États-Unis       | 1  | 0      | 1      | 2     |
| 9     | Hong Kong        | 1  | 0      | 0      | 1     |
| 9     | Suisse           | 1  | 0      | 0      | 1     |
| 11    | Chine            | 0  | 2      | 0      | 2     |
| 12    | Danemark         | 0  | 1      | 1      | 2     |
| 12    | Allemagne        | 0  | 1      | 1      | 2     |
| 14    | Argentine        | 0  | 1      | 0      | 1     |
| 14    | Belgique         | 0  | 1      | 0      | 1     |
| 14    | Colombie         | 0  | 1      | 0      | 1     |
| 14    | Ukraine          | 0  | 1      | 0      | 1     |
| 18    | Biélorussie      | 0  | 0      | 1      | 1     |
| 18    | Nouvelle-Zélande | 0  | 0      | 1      | 1     |
| 18    | Pologne          | 0  | 0      | 1      | 1     |
| 18    | Russie           | 0  | 0      | 1      | 1     |
| Total | Total            | 17 | 17     | 17     | 51    |